# Rachelle Ferrell
Rachelle Ferrell (1961, Berwyn, Pensilvania) es una cantante y compositora estadounidense. Aunque iniciada y partícipe en géneros como el Góspel, R&B y Pop, su corriente más conocida y talentosa es el Jazz contemporáneo.

## Biografía
Rachelle Ferrell empezó a cantar a la edad de seis años en una coral Evangélica en su referente de Góspel, de ello desarrolló su sorprendente voz que abarca seis octavas y media (contando el registro falseado), esta es comparable con el sonido que desprende un registro de silbato en sus tonos más agudos, por tanto Ferrell lleva consigo un aparato fonador con un umbral muy amplio. Recibió formación clásica en violín a una edad temprana y en su etapa de adolescencia ya era capaz de tocar el piano a nivel profesional. Dejó sus estudios genéricos y se inscribió en el Berklee College of Music en Boston, donde perfeccionó sus habilidades musicales en el acuerdo, el canto y componer.
Desde 1975 hasta los noventa, Ferrell fue perfeccionando su formación con Lou Rawls, Patti LaBelle, Vanessa Williams, y George Duke entre otros. El disco debut de Ferrell, "Primer Instrumento", fue lanzado en Japón en 1990, cinco años antes de su publicación en Estados Unidos grabado con Tyrone Brown, bajista, pianista Eddie Green y el batería Doug Nally y un elenco de acompañantes que también dejaron su marca en su registro. Entre ellos figuran el trompetista Terence Blanchard, pianistas Gil Goldstein y Michel Petrucciani, Kenny Davis y bajistas Stanley Clarke, el saxofonista tenor Wayne Shorter y el tecladista Pete Levin. El público japonés aceptó muy bien la entrada en corriente de Ferrell, de esto que sea su mercado donde más discos ha publicado.

## Discografía
| Year | Title                                             | Genre              | Label       |  |
| ---- | ------------------------------------------------- | ------------------ | ----------- |  |
| 2002 | Live at Montreux 91-97 [Live]                     | Jazz               | Blue Note   |  |
| 2000 | Individuality (Can I Be Me?)                      | R&B, Góspel y Jazz | Capitol     |  |
| 1994 | Nothing Has Ever Felt Like This, con/Will Downing | R&B, Pop           | Capitol     |  |
| 1993 | Welcome to My Love                                | R&B, Pop           | Capitol     |  |
| 1992 | Rachelle Ferrell                                  | Jazz/Contemporáneo | Capitol/EMI |  |
| 1992 | Til You Come Back to Me                           | Jazz/Contemporáneo | Capitol     |  |
| 1990 | Somethin' Else                                    | Jazz/Contemporáneo | Blue Note   |  |
| 1990 | First Instrument                                  | Jazz/Contemporáneo | EMI (Japan) |  |

## Curiosidades
En 1999, Rachelle apareció en la "Lady of Soul Awards" para rendir homenaje a Natalie Cole cantando "I've Got Love On My Mind". El público dio una ovación a Rachelle. La cantante de jazz más tarde comentó que fue sorprendida por la reacción: “salí sin prepararlo, con el cabello sucio, despeinado... ¡Y la gente enloqueció! Fue una bendición que la gente respondiera de esa manera después de estar fuera desde hace mucho tiempo”.
Para conmemorar la muerte de Bernie Mac, Rachelle Ferrell representó una actuación en el capitolio dónde se celebraba el entierro de este actor en el año 2008.